# Conus carioca
Espèce
Conus carioca est une espèce de mollusques gastéropodes marins de la famille des Conidae.
Comme toutes les espèces du genre Conus, ces escargots sont prédateurs et venimeux. Ils sont capables de « piquer » les humains et doivent donc être manipulés avec précaution, voire pas du tout.

## Description
La taille de la coquille varie entre 36 mm et 57 mm.

## Distribution
Cette espèce marine est présente dans l'océan Atlantique au large de l'est du Île de Brasil.

## Taxonomie

### Publication originale
L'espèce Conus carioca a été décrite pour la première fois en 1986 par le malacologiste américain Edward James Petuch (d) dans la publication intitulée « Proceedings of the Biological Society of Washington »,.

### Synonymes
- Conus (Sandericonus) carioca Petuch, 1986 · appellation alternative
- Sandericonus carioca (Petuch, 1986) · non accepté

## Identifiants taxonomiques
Chaque taxon catalogué par les bases de données biologiques et taxonomiques possède un identifiant qui permet d'établir un point de référence. Les identifiants de Conus carioca dans les principales bases sont les suivants :
CoL : XX4L - GBIF : 6511474 - IRMNG : 11891248 - WoRMS : 429893